# 지모네 토말라
지모네 토말라(독일어: Simone Thomalla, 1965년 4월 11일~)는 독일의 배우이다.